# COMMD10
COMMD10 (англ. COMM domain containing 10) – білок, який кодується однойменним геном, розташованим у людей на 5-й хромосомі. Довжина поліпептидного ланцюга білка становить 202 амінокислот, а молекулярна маса — 22 966.
| 10         |  | 20         |  | 30         |  | 40         |  | 50         |
| ---------- |  | ---------- |  | ---------- |  | ---------- |  | ---------- |
| MAVPAALILR |  | ESPSMKKAVS |  | LINAIDTGRF |  | PRLLTRILQK |  | LHLKAESSFS |
| EEEEEKLQAA |  | FSLEKQDLHL |  | VLETISFILE |  | QAVYHNVKPA |  | ALQQQLENIH |
| LRQDKAEAFV |  | NTWSSMGQET |  | VEKFRQRILA |  | PCKLETVGWQ |  | LNLQMAHSAQ |
| AKLKSPQAVL |  | QLGVNNEDSK |  | SLEKVLVEFS |  | HKELFDFYNK |  | LETIQAQLDS |
| LT         |  |            |  |            |  |            |  |            |

A: Аланін

C: Цистеїн

D: Аспарагінова кислота

E: Глутамінова кислота

F: Фенілаланін

G: Гліцин

H: Гістидин

I: Ізолейцин

K: Лізин

L: Лейцин

M: Метіонін

N: Аспарагін

P: Пролін

Q: Глутамін

R: Аргінін

S: Серин

T: Треонін

V: Валін

W: Триптофан

Кодований геном білок за функцією належить до фосфопротеїнів. 
Задіяний у таких біологічних процесах, як транскрипція, регуляція транскрипції, убіквітинування білків, ацетилювання. 
Локалізований у цитоплазмі, ядрі.